# 安卡蘭市鎮
安卡蘭市鎮，是斯洛文尼亞西南部的一個市镇，行政中心及唯一聚居地为安卡蘭。處於亞得里亞海沿岸，面積8平方公里，2016年人口3,227。该市镇成立于2011年，自科佩爾城市市鎮析出。